# یواس‌اس کاست (۱۸۶۰)
یواس‌اس کاست (۱۸۶۰) (به انگلیسی: USS Cohasset (1860)) یک کشتی بود که طول آن ۸۲ فوت (۲۵ متر) بود. این کشتی در سال ۱۸۶۰ ساخته شد.